# 진안군의 향토문화유산
진안군의 향토문화유산은 다음 각 호의 어느 하나에 해당하는 것으로써 군수가 지정·고시한 것을 말한다.
1. 「문화재보호법」, 「전라북도 문화재보호 조례」에 따라 지정되지 아니한 것으로서 역사상·예술상·학술상 가치가 있는 것과 이에 준하는 자료
2. 향토문화재로서 보존가치가 있을 것으로 기대되는 유적
3. 향토문화·토속·풍속을 연구하는데 필요한 자료

문화유산은 유형·무형·기념물·민속자료 등으로 지정한다.

## 지정 목록

### 유형
| 번호 | 그림 | 명칭                                          | 소재지                             | 소유자 (관리자)            | 지정·해제일자         | 비고 |
| ---- | ---- | --------------------------------------------- | ---------------------------------- | -------------------------- | --------------------- | ---- |
| 1호  |      | 삼천서원 묘정비                               | 진안군 용담면 수천리 13-15         | 용담면 (용담면장)          | 2016년 12월 28일 지정 |      |
| 2호  |      | 용담향교 공적비                               | 진안군 동향면 능금리 2202          | 재단법인 전라북도 향교재단 | 2016년 12월 28일 지정 |      |
| 3호  |      | 박리풍 석정려                                 | 진안군 백운면 반송리 353           | 밀양박씨 청재공파          | 2016년 12월 28일 지정 |      |
| 4호  |      | 최학부 묘비                                   | 진안군 부귀면 세동리 산302         | 최병철                     | 2016년 12월 28일 지정 |      |
| 5호  |      | 삼계석문 암각서                               | 진안군 마령면 강정리 산21-7        | 마령면 (마령면장)          | 2016년 12월 28일 지정 |      |
| 6호  |      | 마이산 용암일대 암각서군                      | 진안군 마령면 동촌리 78-1 외 2필지 | 진안군 (진안군수)          | 2016년 12월 28일 지정 |      |
| 7호  |      | 고무정                                        | 진안군 동향면 신송리 774-1         | 고부마을 (이장)            | 2016년 12월 28일 지정 |      |
| 8호  |      | 학남정                                        | 진안군 백운면 반송리 659           | 원반마을 (이장)            | 2016년 12월 28일 지정 |      |
| 9호  |      | 쌍벽루                                        | 진안군 마령면 강정리 산21-1        | 마령면 (마령면장)          | 2016년 12월 28일 지정 |      |
| 10호 |      | 쌍계정                                        | 진안군 마령면 평지리 산3-3         | 마령면 (마령면장)          | 2016년 12월 28일 지정 |      |
| 11호 |      | 한들공소                                      | 진안군 진안읍 연장리 1376          | (재)천주교유지재단         | 2016년 12월 28일 지정 |      |
| 12호 |      | 두원공소                                      | 진안군 백운면 반송리 441-1         | (재)천주교유지재단         | 2016년 12월 28일 지정 |      |
| 13호 |      | 화산서원                                      | 진안군 안천면 백화리 906           | 황오헌                     | 2016년 12월 28일 지정 |      |
| 14호 |      | 학륜당                                        | 진안군 안천면 백화리 1374          | 김충기                     | 2016년 12월 28일 지정 |      |
| 15호 |      | 완월루                                        | 진안군 마령면 강정리 236           | 천안전씨 규암공파          | 2016년 12월 28일 지정 |      |
| 16호 |      | 도장각                                        | 진안군 마령면 계서리 344-1         | 동래정씨 경곡공파          | 2016년 12월 28일 지정 |      |
| 17호 |      | 어서각                                        | 진안군 동향면 대량리 662-1         | 창녕성씨 찰방공파          | 2016년 12월 28일 지정 |      |
| 18호 |      | 고지집                                        | 진안군 백운면 노촌리 46            | 서정봉                     | 2016년 12월 28일 지정 |      |
| 19호 |      | 김대거 종법사 생가                            | 진안군 성수면 좌포리 812-1         | 재단법인 원불교            | 2016년 12월 28일 지정 |      |
| 20호 |      | 화양산 황단                                   | 진안군 주천면 대불리 산107         | 황단보존회                 | 2016년 12월 28일 지정 |      |
| 21호 |      | 천황사 대웅전 석가여래삼존불상 및 대좌·수미단 | 진안군 정천면 갈용리 1428          | 대한불교 조계종 천황사     | 2016년 12월 28일 지정 |      |

### 무형
| 번호 | 그림 | 명칭     | 소재지                     | 소유자 (관리자) | 지정·해제일자         | 비고 |
| ---- | ---- | -------- | -------------------------- | --------------- | --------------------- | ---- |
| 1호  |      | 금척무   | 진안군 진안읍 군상리 341-1 | 김광숙          | 2016년 12월 28일 지정 |      |
| 2호  |      | 중평농악 | 진안군 진안읍 군상리 341-1 | 이승철          | 2016년 12월 28일 지정 |      |

### 기념물
| 번호 | 그림 | 명칭                             | 소재지                               | 소유자 (관리자)   | 지정·해제일자         | 비고 |
| ---- | ---- | -------------------------------- | ------------------------------------ | ----------------- | --------------------- | ---- |
| 1호  |      | 웅치전적지                       | 진안군 부귀면 세동리 산292-2 일대    | 웅치전적지보존회  | 2016년 12월 28일 지정 |      |
| 2호  |      | 우화산 일원 유적군               | 진안군 진안읍 군하리 산1-1           | 진안읍 (진안읍장) | 2016년 12월 28일 지정 |      |
| 3호  |      | 담락당 하립·삼의당 김씨 부부유지 | 진안군 마령면 동촌리 산20-1 외 1필지 | 진안군 (진안군수) | 2016년 12월 28일 지정 |      |
| 4호  |      | 성뫼산성                         | 진안군 진안읍 군하리 34              | 진안읍 (진안읍장) | 2017년 6월 29일 지정  |      |
| 5호  |      | 가막리산성(천반산성)             | 진안군 진안읍 가막리 산9-1           | 진안군 (진안군수) | 2017년 6월 29일 지정  |      |
| 6호  |      | 합미산성                         | 진안군 마령면 강정리 산24            | 마령면 (마령면장) | 2017년 6월 29일 지정  |      |
| 7호  |      | 환미산성                         | 진안군 부귀면 황금리 산45            | 진안군 (진안군수) | 2017년 6월 29일 지정  |      |
| 8호  |      | 삼우당터                         | 진안군 성수면 도통리 352             | 성수면 (성수면장) | 2017년 6월 29일 지정  |      |

### 민속자료
| 번호 | 그림 | 명칭       | 소재지                     | 소유자 (관리자) | 지정·해제일자        | 비고 |
| ---- | ---- | ---------- | -------------------------- | --------------- | -------------------- | ---- |
| 1호  |      | 솔내옹기요 | 진안군 백운면 평장리 363-4 | 이현배          | 2017년 6월 29일 지정 |      |

## 참고 문헌
- 진안군 군보